# Махер Сабри
Махер Сабри (арап. Māher Ṣabrī ماهر صبري) египатски је песник, писац, редитељ, драмски писац, продуцент, сценариста и карикатуриста.

## Биографија
Као геј активиста, био је први редитељ који је приказао геј и лезбејску љубав на лирски и симпатизерски начин на египатској сцени. Такође је режирао први геј награђивани египатски филм „Сав мој живот” (арап. Ṭūl ˤumrī طول عمري). Он је објавио и поезију у разним публикацијама на арапском језику, а „Марионета” је његова прва збирка поезије, коју је објавила Garad Books у Каиру 1998. године.
Током 2005. године, био је један од оснивача Египатског алтернативног филмског друштва (ЕУФС) (арап. الجمعية المصرية للافلام المهمشة) који служи као канал за промовисање египатских независних филмова и који подржава слободу изражавања далеко од законских ограничења, цензура и традиционално наметнутих норми.

## Активизам
Махер Сабри је био међу првим египатским геј активистима на форумима за ЛГБТ особе, користећи псеудоним „Хорус”.
Дана 10. маја 2001. године, када су 52 геј мушкарца ухапшена у инциденту у дискотеци Queen Boat, случај познат као „Каиро 52”, Сабри је покренуо кампању са фокусом на злостављање ЛГБТ особа умешаних у овај случај и затражио је подршку међународне групе за људска права и геј организација. Такође је мобилисао правну помоћ и организације за људска права да би омогућио ухапшенима да буду правно заступљени на суду.
Током 2003. години, појавио се у документарном филму Џона Скаљотија под називом Опасан живот: Обзнана у земљама у развоју. Документарац се фокусира на предмету Каиро 52 и садржи интервју Махера Сабрија, поред разних изјава активиста из Бразила, Хондураса, Намибије, Уганде, Пакистана, Индије, Малезије, Вијетнама, Фиџија и са Филипина.

## Филмографија
- Сав мој живот (2008) (арап. طول عمري)

## Награде
Током 2002. године, награђен је наградом Фелипа од стране Међународне комисије за геј и лезбејска људска права.